# ロアノーク植民地
|             |                                    |
|             |                                    |
| 公用語      | 英語                               |
| 指示者      | イングランド、ウォルター・ローリー |
| 状態        | 植民地                             |
| 設立 - 解消 | 1585年 - 不明                      |

ロアノーク植民地（ロアノークしょくみんち、英: Roanoke Colony）は、現在のアメリカ合衆国ノースカロライナ州デア郡のロアノーク島にあった植民地。
ロアノーク植民地はウォルター・ローリーにより出資、組織化された殖民事業である。バージニア植民地内に恒久的開拓地を設立するために、16世紀後半に、ラルフ・レーンとリチャード・グレンビル（ローリーの従兄弟）によって実行された。1585年から1587年にかけて数度の植民地建設が試みられたが、どれも放棄されるか開拓者が死亡するかした。最後の100名余の開拓者集団は、おりからの英西戦争のためにイングランドからの補給がないまま3年が経過した後に全員姿を消していることが確認された。

## ローリーが得た植民地建設の権利

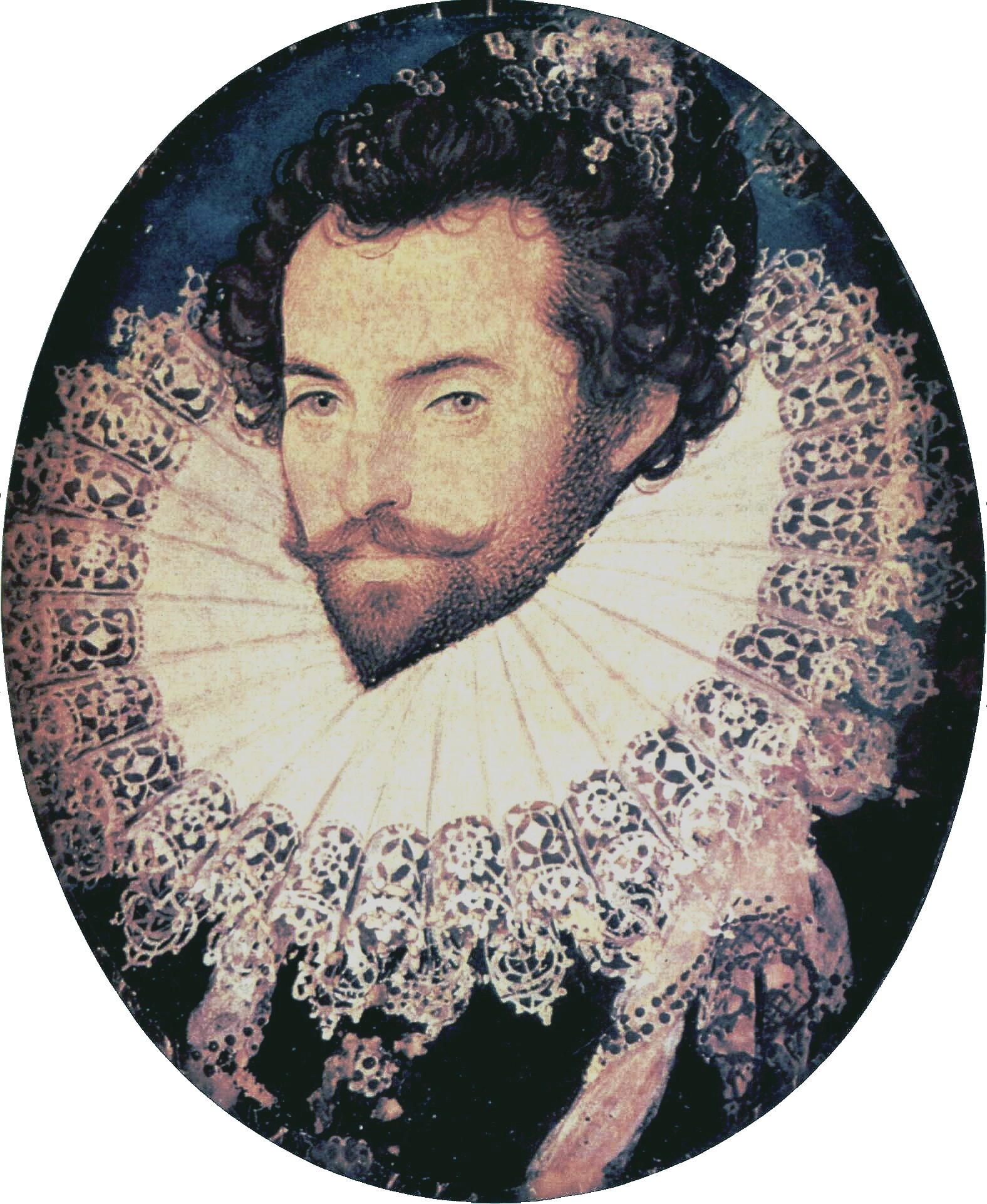
ウォルター・ローリー

ウォルター・ローリーはイングランド女王エリザベス1世からバージニアと呼ばれる北アメリカの地に植民地を建設する勅許を取得していた。この勅許ではローリーが10年以内に北アメリカに開拓地を建設することを求め、それができなければ権利は消失することを定めていた。ローリーと女王は、この事業で新世界から富を引き出し、スペインの宝物を積んだ艦隊に対して私掠船を送って襲撃させる基地を得ることを目指していた。ローリー自身は北アメリカを訪れることは無かったが、1595年と1617年には、南アメリカはオリノコ川流域の湿地で伝説のエル・ドラードを探す遠征隊を率いていた。

## 探検
1584年、ローリーは北アメリカの東海岸で適切な開拓地を探検するために遠征隊を派遣した。この遠征隊はフィリップ・アマダスとアーサー・バーローが指揮し、現在のノースカロライナ州アウターバンクスを選んだ。そこからは南に開拓地を持つスペインを襲うことができ、先住民族であるカロライナ・アルゴンキン族のクロアタン族と接触することもできる理想的な位置にあった。

## 最初の開拓者
翌年春、男性のみで構成された植民を目的とした遠征隊が派遣された。彼らの多くはアイルランドにイングランドの支配を打ち立てた古参兵であり、現地で貴金属を探し、先住民の銅精錬技術を解き明かす目的があった。指導者のリチャード・グレンビルはこの地域をさらに探検し、植民地を建設し、事業の成功の報せを持ってイングランドに戻る任務を割り当てられた。先導船がアウターバンクスに到着したときに浅瀬に乗り上げ、おそらく食料の大半が失われたために植民地建設は延期された。最初に本土海岸や地域の先住民集落を探検した後、アクアスコゴック族集落のインディアンから銀のカップを盗んだという疑いをかけられた。この報復のために、訪問した最後の集落を略奪して燃やし、その酋長を火あぶりの刑にした。
この事件や食料の欠乏もあり、グレンビルはラルフ・レーンと約75人の隊員を残してロアノーク島の北端に植民地を建設することを決断し、翌1586年4月にはさらに人と物資を運んで戻ってくることを約束した。グレンビルたちは1585年8月17日に出航した。
翌年4月が過ぎてもグレンビルの救援隊がやってくる気配は無かった。植民地は6月になっても存在しており、このときフランシス・ドレーク卿がカリブ海で襲撃を成功させた後の帰国中に立ち寄り、植民者達にイングランドに連れて行く提案を行った。金属学者のヨアヒム・ガンスを含む植民者達はこの申し出を受け入れた。グレンビルの救援隊はドレークが植民者達を乗せて立ち去った後まもなく到着した。植民地が放棄されているのを発見したグレンビルは、部隊の大半を連れてイングランドに戻ったが、イングランドの駐留と、ローリーのバージニアに対する権益の保護の双方を維持するために少数の分遣隊を残した。

## 第二の開拓者
1587年、ローリーは新たに117人の植民者遠征隊を派遣した。この隊を指揮したジョン・ホワイトは芸術家でローリーの友人であり、先のロアノーク島への遠征にも同行していた。
開拓者集団は1587年7月22日にロアノーク島に上陸した。8月18日、ホワイトの娘エレノアがアメリカ大陸では初となるイングランド人の赤ん坊ヴァージニア・デアを出産した。この出産のまえにホワイトは近隣にいるクロアタン族との関係を再構築し、前年ラルフ・レーンが攻撃した部族との関係を修復しようとした。しかし不満を感じていた部族は新しい植民者達との会見を拒んだ。それから間もなく、ジョージ・ハウという植民者が一人アルベマール・サウンド（海峡）でカニを探しているときに先住民に殺された。植民者達はラルフ・レーンが隊長を務めていたときに起こった事を知って、自分たちの生命が脅かされていることを恐れ、ホワイト知事にイングランドへ戻り植民地の事情を説明し援助を求めるよう説得した。ホワイトがイングランドに向けて出発したとき、植民地には115人の男女植民者が残った。この中には生まれたばかりのヴァージニアも含まれていた。
ホワイトが航海した当時の大西洋横断は大変危険なものだった。水先案内人のサイモン・フェルナンデスはその船がやっとのことでイングランドに戻ったと記している。救援隊の計画が立てられたが、冬季に船を出すことを船長が拒んだために遅れた。さらにスペインの無敵艦隊が来たことで、イングランドのあらゆる戦闘可能な船舶が徴発されたため、ホワイトはロアノーク島へ帰還するに耐え得る船舶を失った。しかし、ホワイトは防衛に不要と考えられる小さな船2隻を何とか誂え、1588年春にロアノーク島に向けて出航した。この航海は人為的な事情でうまくいかなかった。2隻の船は小さくその船長たちは貪欲だった。彼らはその航海の収益を良くするために行きがけに幾隻かのスペイン船を捕獲しようとしたが、逆に彼らが捉えられて積荷が失われた。植民地に運ぶもののなくなった船長たちはイングランドに戻った。
スペインとの戦争が続いていた（英西戦争 (1585年)）ために、ホワイトはその後3年間再び補給を試みることができなかった。ようやく私掠船の遠征隊に乗って、カリブ海からの帰り道にロアノーク島沖に立ち寄る約束を取り付けた。ホワイトはその孫娘の3歳の誕生日である1590年8月18日にロアノーク島に上陸したが、開拓地は荒廃していた。その隊員たちも男90人、女17人、子供11人の植民者達の形跡を見つけられず、戦闘が行われたような兆候も無かった。数少ない手がかりといえば、砦の柱に彫られた「クロアトアン(CROATOAN)」という言葉と、近くの木に彫り付けられた「クロ(CRO)」という言葉だった。家屋や防御工作物は全て解体されており、出発が急いで行われたのではないことが示されていた。ホワイトは3年前に出発するとき、何かことが起こった場合、近くの木にマルタ十字を彫るよう指示していたが、それは植民者達が強制されて出発したことを意味していた。十字架が彫られていなかったため、ホワイトは彫られた文字は植民者達がクロアトアン島に移動したことを意味していると解釈したが、彼は探索することが出来なかった。猛烈な嵐が起こりつつあり、隊員はそれ以上の探索を拒み、翌日彼らはその地を離れた。

## ロアノーク植民地消失に関する仮説
1587年植民地の終末は記録されておらず（「失われた植民地」と呼ばれるようになった）、植民者達の運命については様々な憶測が生まれた。主流となった仮説は彼らが地元のクロアタン族、あるいはハッテラス族、あるいはほかのアルゴンキン族インディアンの中に分散し吸収されたというものである。とはいえ彼らが先住民と同化できたかどうかについての確たる証拠はまだない。

### タスカローラ
F・ロイ・ジョンソンの著作『事実と伝説の中の失われた植民地』で、共著者のトマス・C・パラモアは次のように書いている。

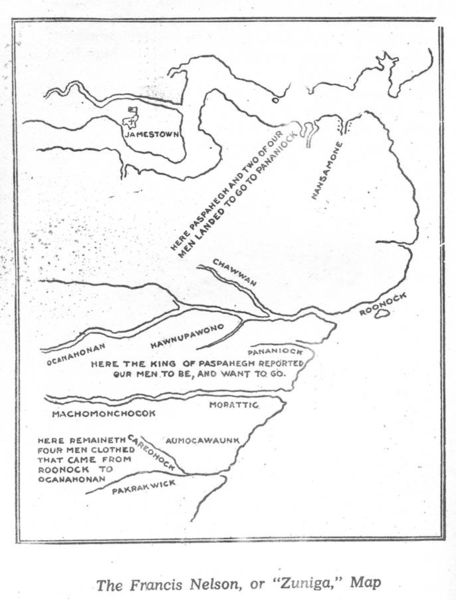
フランシス・ネルソンが描いた地図、1607年頃

1885年2月10日、州議会議員ハミルトン・マクミランが「クロアタン法案」成立に貢献した。これはロブソン郡周辺に住むインディアンを公式にクロアタン族と指定するものだった。2日後の2月12日、「ファイエットビル・オブザーバー」紙がロブソンのインディアンの起源に関する記事を掲載した。その記事は次のように書かれている。

### パーソン郡
似たような伝説として、パーソン郡のインディアンはロアノーク島のイングランド植民者の子孫であるというものがある。実際にこれらインディアンがその後の開拓者と最後に遭遇したとき、彼らは既に英語を話し、キリスト教も知っていることに注目した。この集団の歴史的な赤ん坊達はロアノーク島に住んだ人々とも調和しており、多くの者はインディアンの特徴と共にヨーロッパ人の身体的特長も備えていた。その他の者はこれらを偶然の一致として割り引いたとしても、パーソン郡の開拓者をサポニ族の分派として分類している。

### チェスピアン
植民地全体が移動し、後に破壊されたとする説もあった。1607年にジョン・スミス船長とジェームズタウンの植民者がバージニアに入植したとき、その使命の1つはロアノークの植民者達を突き止めることだった。インディアンはスミス船長に、ジェームズタウンから50マイル (80 km) 以内の地にイングランド人のような服装をし、生活している人々について語った。
ポウハタン酋長として広く知られる酋長ワフンスナコックがバージニア半島を本拠とするポウハタン連邦について語り、さらに、ジェームズタウンの開拓者が到着する直前に、ロアノークの植民者がチェスピアン族と共に住んでいたので全滅させたということも語った。チェスピアン族は現在のサウス・ハンプトンローズ東部に住んでいた部族であり、ポウハタン酋長からポウハタン連邦に加わるよう要請があったものを断っていた。現在のバージニアビーチのグレートネック・ポイントにあったチェスピアン族集落で見つかった考古学的証拠では、チェスピアン族がポウハタンとよりもカロライナ・アルゴンキン族との関係が深かったことを示唆している。
ポーハタン酋長はその説を裏付けるために幾つかのイングランド製の鉄の道具を提示したと言われている。チェスピアン族の主要集落であるスキオーク集落があったとされる現在のノーフォークのスウェル・ポイント、パインビーチ地域にはインディアンの埋葬用マウンドに関する報告があるが、誰の遺体も見つかっていない。
この仮説は幾らかの矛盾があり、ウィリアム・ストラチーの著書『バージニア・ブリタニカへの苦労の歴史』（1612年）に拠れば、ポーハタン族の僧侶が「チェサピーク湾から民族が興れば、ポーハタンの帝国を解体し、終わらせることになる」と警告したためにチェスピアン族は排除されたとしている。1610年5月に第三次補給船と共にバージニア植民地に到着したストラチーはロアノーク植民者のミステリーを良く承知していたが、インディアンの手で下されたチェスピアン族の運命についての記述に関連してロアノーク植民者に関する言及は無い。

### 海上での遭難、飢餓
1つの可能性として、植民者が単純に待っていることを諦め、独力でイングランドに戻ろうとしたが、その試みの中で滅亡したというものがある。1587年にホワイト知事が出発したとき、海岸探検あるいは植民地を本土に移すために、1隻のピンネース（小型帆船）と幾隻かの小型船を残していた。

### 人肉食
考古学者ローレンス・ステージャーは、この植民地が人肉食で食い尽くされた可能性を示唆した。

### スペイン
別の説ではスペイン人がこの植民地を破壊したというものがある。ロアノークよりも前の時代に、スペインは確かにサウスカロライナ海岸のシャルル砦にあったフランス植民地の痕跡を破壊した。また現在のフロリダ州ジャクソンビルにあったカロリーヌ砦の住人を虐殺した。しかし、ホワイトが植民地の消えたことを発見した時から10年後の1600年になっても、スペインはイングランドの失敗した植民地の場所を探していたという事実があるので、この説の可能性は薄い。

## 考古学的証拠
1998年、東カロライナ大学はロアノーク事件を考古学的に調査する「クロアトアン・プロジェクト」を組織化した。島に派遣された発掘調査チームは、昔のロアノーク植民地から50マイル (80 km) にある古代クロアトアン族首都があった地点で、16世紀の10カラット (42%) の金製印章指輪、銃の火打ち石、および16世紀の銅貨2枚を掘り出した。系譜学者は印章指輪に彫られたライオンのクレストで、ケンドールの紋章に行き着き、この指輪は1585年から1586年にロアノーク島にあったラルフ・レーンの植民地に住んだという記録があるマスター・ケンドールの所有物だったが可能性が強いと結論づけた。これが事実であれば、この指輪はロアノーク植民者とハッテラス島のインディアンの間の関係を結びつける初の物的証拠となる。

## 失われた植民地DNAプロジェクト
失われた植民地DNAプロジェクトとは、テキサス州ヒューストンのファミリーツリーDNA社の「ロアノークの失われた植民地DNAプロジェクト」によって現在遂行されている研究である。このプロジェクトは、失われた植民地の生存者が養子縁組あるいは奴隷化によって地元のインディアン部族に同化したかどうかをDNA型鑑定を使って実証することを目指している。これら種族の間にはかなりの比率で植民者の姓が存在している。さらにこの理論を裏付ける事実が発見されてきた。プロジェクトはできるだけ多くの子孫の所在を突き止め検証を行う予定である。これは発見された遺骸についても計画されている。

## 気候の要素
1998年にはまた、アーカンソー州ファイエットビルにあるアーカンソー大学地理学部の気候学者デビッド・W・スタール、およびバージニア州ウィリアムズバーグにあるウィリアム・アンド・メアリー大学考古学研究センターの考古学者デニス・B・ブラントンが、ノースカロライナ州ロアノーク島地域およびバージニア州ジェームズタウン地域から採取された樹齢800年のラクウショウの年輪を使い、降水量と気温の年表を作った。
この研究者達は、ロアノーク島に上陸した失われた植民地の開拓者達はこの800年間でも最悪の干魃時期にあたったと結論づけた。「この干魃は1587年から1589年まで3年間継続し、800年間全体の中でも最も乾燥した3年間である」と『サイエンス』誌に報告した。掲載した地図では「失われた植民地に起こった干魃がアメリカ合衆国南東部全体に及んでいることを示しているが、特にロアノーク島に近い海岸部では厳しかった。」研究者達は植民者に撃たれて死んだクロアタン族が、干魃の結果として放棄された集落で食料を求めて漁っていた可能性があることを示唆した。

## 大衆文化に与えた影響
「失われた植民地」とその運命、特に赤ん坊のヴァージニア・デアの運命は、アメリカの大衆文化の中に少なからぬ影響を与えた。多くの著書や記事（学術的なものからありそうにないロマンスまで）がこれを主題に書かれてきており、多くの場所がロアノーク、ローリーあるいはデアと名付けられてきた。
ピュリッツァー賞受賞脚本家のポール・グリーンは、ヴァージニア・デアの生誕350周年にあたる1937年に『The Lost Colony』を著した。これは音楽、ダンスと演技を組合せ、不幸に終わったロアノーク植民地での想像上のできごとを物語る壮大なドラマになっている。ロアノーク島のローリー砦国定歴史史跡にあるウォーターサイド劇場で演じられ、第二次世界大戦時の中断はあったものの、ほぼ毎年夏に公演されている。この劇に出演して後に有名になった者としては、アンディ・グリフィス（ウォルター・ローリー役）、ウィリアム・アイビー・ロング、クリス・エリオット、テレンス・マンおよび「ザ・デイリー・ショー」の記者ダン・バックダールがいる。